# معهد التعليم التكنولوجي في أثينا
معهد التعليم التكنولوجي في أثينا ( باليونانية: Ανώτατο Τεχνολογικό Εκπαιδευτικό Ίδρυμα Αθήνας)  هو معهد للتعليم العالي تشرف عليه وزارة التربية والتعليم والبحوث والشؤون الدينية. وهو ثالث أكبر مؤسسة للتعليم العالي في اليونان، مع ما يقرب من 35،000 طالب، هيئة التدريس العادية مكونة من 600 أكاديمي، وكلية مؤقتة من 1700 أكاديمي. المعهد التعليمي التكنولوجي في أثينا يقدم للطلاب الجامعيين ودراسات ما بعد التخرج.
 في 1 أكتوبر 2016، تم الإعلان عن تحويل معهد التعليم التكنولوجي في أثينا إلى جامعة أثينا للعلوم التطبيقية (Πανεπιστήμιο Εφαρμοσμένων Επιστημών Αθήνας).